# Sonnette connectée

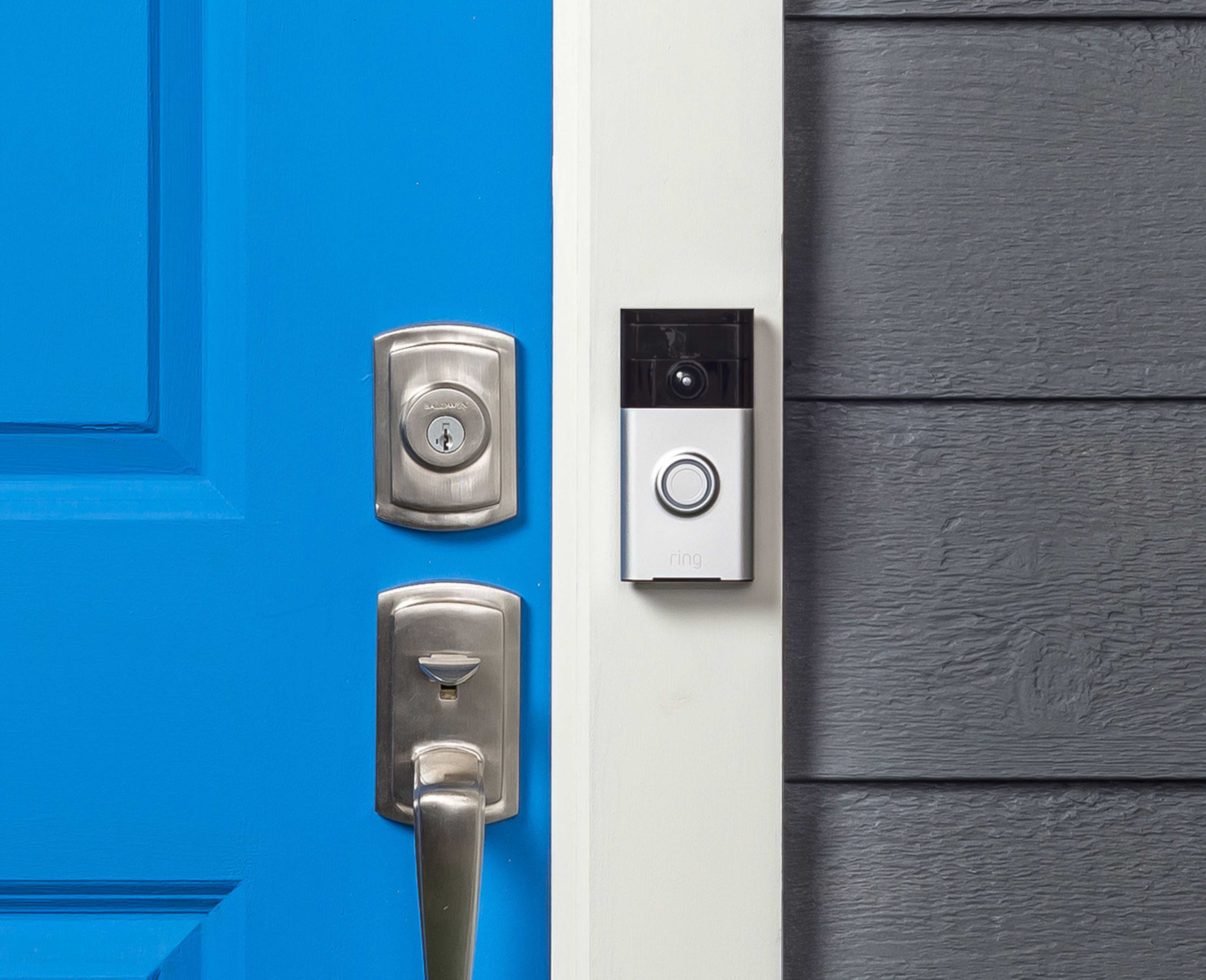
Une sonnette connectée de la première génération de sonnettes connectées Ring à la porte d'entrée d'une maison.

Une sonnette connectée (aussi appelée sonnette intelligente ou sonnette Internet ; en anglais, smart doorbell)  est une sonnette connectée à Internet qui avertit un téléphone intelligent ou un autre appareil électronique du propriétaire du logement lorsqu'un visiteur arrive à la porte. Elle s'active lorsque le visiteur appuie sur le bouton de la sonnette, ou lorsque la sonnette détecte un visiteur grâce à ses capteurs de proximité. La sonnette connectée permet au propriétaire d'utiliser une application pour regarder et parler avec le visiteur en utilisant la caméra infrarouge haute définition et le microphone intégrés de la sonnette. La sonnette connectée peut fonctionner sur pile ou être reliée au réseau électrique de la maison. Certaines sonnettes connectées permettent également à l'utilisateur d'ouvrir la porte à distance à l'aide d'une serrure connectée.

## Histoire

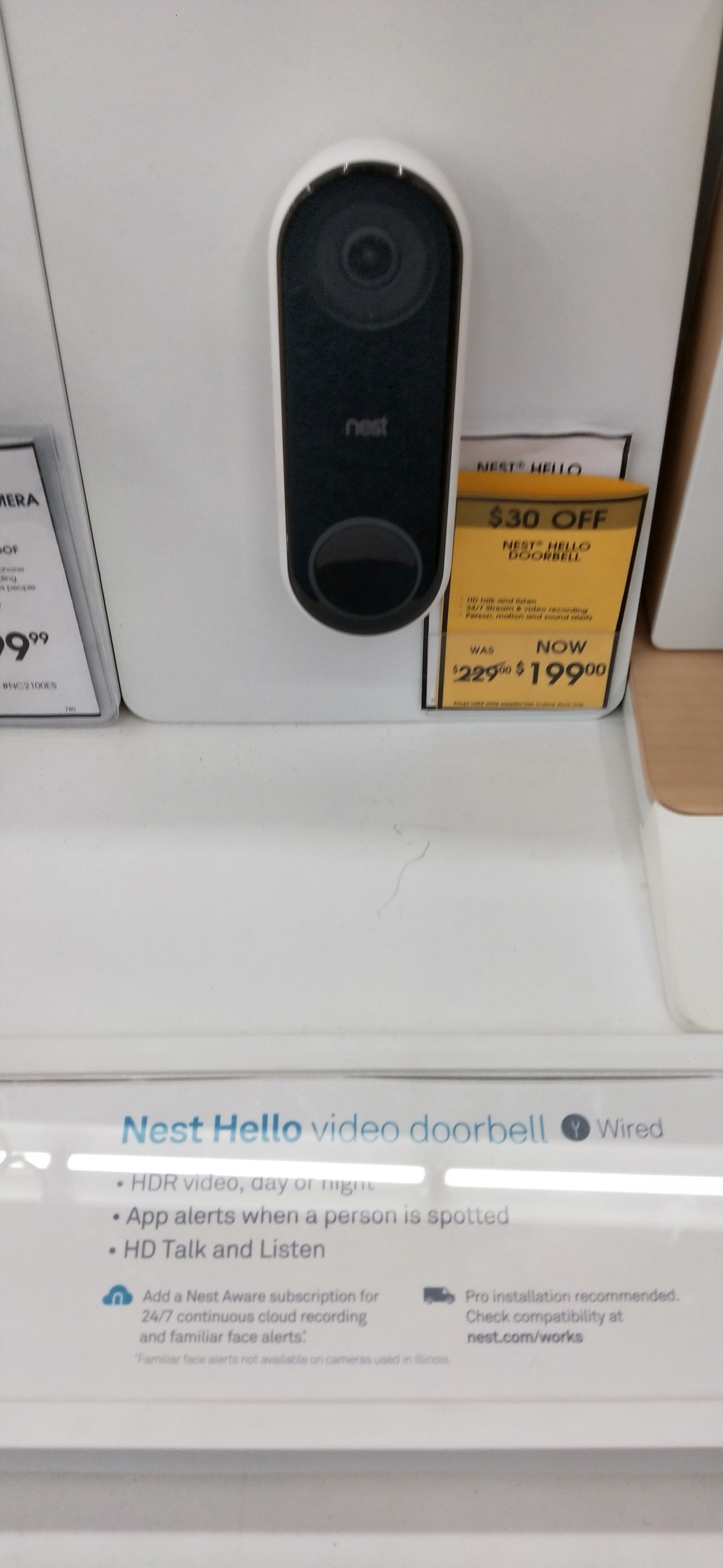
La sonnette connectée Nest Hello

L'une des premières sonnettes connectées commercialisées est la sonnette vidéo Ring, créée par l'entrepreneur Jamie Siminoff en 2013. Depuis lors, plusieurs sonnettes connectées ont été commercialisées, la Nest Hello est l'une des plus répandues. Certaines de ces sonnettes sont dotées de fonctions additionnelles et uniques,,,.

## Questions relatives à la vie privée
Des inquiétudes concernant la sécurité des sonnettes connectées ont été soulevées.
Des chercheurs de Pen Test Partners au Royaume-Uni ont analysé la sonnette connectée Ring et ont démontré qu'un attaquant peut accéder au réseau sans fil du propriétaire en dévissant la sonnette, en appuyant sur le bouton de configuration et en accédant à l'URL de configuration.
Dans un autre problème de sécurité, une confusion entre deux bases de données a permis à certains utilisateurs de la sonnette connectée Ring de voir des images en direct de porches d'entrée d'autres maisons.